# Юрьевский, Григорий Васильевич
Григорий Васильевич Юрьевский (1861 с. Черновское Оханского уезда Пермской губернии — 1933, Пермь) — общественный деятель, пермский городской голова в 1916—1917 годах.

## Биография
Родился 27 января 1861 г., с. Черновское Оханского уезда в семье священника.
В 1882 году окончил Пермскую духовную семинарию. С 23 апреля 1883 г. служил по духовной линии: надзиратель и воспитатель Пермcкого духовного училища, затем там же — учитель пения. С апреля 1885 г. — священник в селе Кыласово Кунгурского уезда. В мае 1888 г. был переведен настоятелем церкви Пермского тюремного замка.
С августа 1888 г. — законоучитель в трех начальных городских училищах, с января 1889 г. — член Пермского уездного отделения епархиального училищного совета.
17 июля 1890 г. добровольно сложил с себя сан священника. С сентября 1890 до мая 1899 г. — заведующий почтовым отделением и библиотекой Пермского уездного земства.
5 мая 1899 г. был избран членом Пермской городской управы и находился на этом посту до весны 1917 г. Имел чин коллежского регистратора (1902 г.). Получил звание потомственный почетный гражданин. Был гласным Пермского уездного земского собрания (с 1906 г.) и Пермской городской думы (с 1917 г.).
С июня 1916 до февраля 1917 г. Г. В. Юрьевский исполнял обязанности городского головы. Известен общественной деятельностью как член многих общественных организаций: Пермского общественного пожарного комитета, Пермского общества потребителей, комитета городской общественной библиотеки (с 1905 г.), школьного комитета Пермского уездного земства (с 1906 г.), попечительского совета Пермского городского Екатерино-Петровского женского училища (с 1907 г.), попечительского совета Пермской Мариинской женской гимназии (с 1910 г.).
В 1919 г. эвакуировался с семьей в Сибирь, жил в городе Барнауле, где работал участковым мировым судьей и юрисконсультом в Сибисполкоме. В 1922 г. вернулся в Пермь. Первое время, в сентябре 1922 г., работал бухгалтером подотдела снабжения отдела заготовок Пермского губернского продовольственного комитета. В октябре 1922 г. принят в губернский отдел финансов на должность заведующего сметным отделением. С января 1923 по 16 марта 1923 г. состоял там же в должности заведующего делопроизводством сметного отделения, затем уволен на пенсию.
Умер 27 декабря 1933 в Перми, от воспаления легких.

## Семья
Григорий Васильевич был женат на Евдокии Михайловне (ум. 18 окт. 1928 г. в Перми) и имел детей: 
- Мария (по мужу Казинец),
- Евгения,
- Милиция (8 марта 1904 г., г. Пермь — 12 янв. 1984 г., г. Париж) в замужестве Здравоcмыслова. После эвакуации из Германии в 1944 году жила и работала лаборанткой в Париже, в Институте Пастера с женой И. И. Мечникова — Ольгой Мечниковой (Белокопытовой). Умерла в "Русском доме" в пригороде Парижа — Ганьи, похоронена на русском кладбище в Сент-Женевьев-де-Буа. Муж — Здравосмыслов Владимир Михайлович, профессор, микробиолог, ученик Нобелевского лауреата И. И. Мечникова, создатель Пермского Бактериологического института - Пермское НПО "Биомед")
- Сергей (1898 г. — после 1964 г.). Сергей стал известным специалистом в области акушерства и гинекологии, доктором медицинских наук (1955 г.), профессором (1957 г.).